# Secretaría General de Política de Defensa
La Secretaría General de Política de Defensa (SEGENPOL) de España es el órgano directivo del Ministerio de Defensa al que le corresponde el desarrollo y ejecución de la política de defensa, las relaciones en este ámbito con otros departamentos ministeriales, en especial con el Ministerio de Asuntos Exteriores, las relaciones bilaterales con otros Estados y con las organizaciones internacionales de seguridad y defensa, bajo el principio de unidad de acción exterior del Estado, así como el desarrollo de la diplomacia de Defensa y, con el Ministerio del Interior en especial, en lo relacionado con la contribución a la conducción de crisis y emergencias.

## Historia
La SEGENPOL se creó por Real Decreto 252/1982, de 12 de febrero, bajo el nombre de Subsecretaría de Política de Defensa. En origen, se componía de tres órganos con nivel orgánico de dirección general: la Secretaría General para Asuntos de Personal y Acción Social (hoy llamada Dirección General de Personal), la Secretaría General para Asuntos de Política de Defensa (hoy Dirección General de Política de Defensa) y la Secretaría General Técnica del Ministerio.
Fue suprimida en 1984, pasando sus funciones a la Subsecretaría del Departamento y al Jefe de Estado Mayor de la Defensa, que asumieron, respectivamente, las políticas de personal y de defensa.
Casi dos décadas después, en enero de 2001, una nueva reforma del Ministerio recupera el órgano bajo la denominación de Secretaría General de Política de Defensa con el objetivo de unificar y proyectar internacionalmente la política de defensa española. De la SEGENPOL dependían la DIGENPOL y la Dirección General de Relaciones Institucionales de la Defensa, esta última siendo suprimida en 2011.

## Estructura y funciones
De la Secretaría General de Política de Defensa dependen a su vez:
- La Dirección General de Política de Defensa.
- La División de Coordinación y Estudios de Seguridad y Defensa, a la que le corresponde la coordinación de la actividad de los centros e Institutos de estudios dependientes del Departamento encaminada a la difusión de la cultura de seguridad y defensa, así como el impulso de los estudios en este ámbito.
- El Gabinete Técnico, como el órgano de apoyo, asesoramiento y asistencia inmediata, cuyo director será un oficial general u oficial.

### Organismos adscritos
- La Comisión Interministerial de Defensa.
- La Sección española del Comité Permanente Hispano-Norteamericano.
- La Comisión de Coordinación de la Actividad Internacional del Ministerio de Defensa.
- Las agregadurías de defensa en las misiones diplomáticas de España en el exterior.
- Los consejeros de defensa en las representaciones permanentes ante las organizaciones internacionales.

## Titular
El Secretario General de Política de Defensa ostenta la representación del Departamento, por delegación del Ministro, en los casos en que éste se la encomiende y en especial, ante las organizaciones internacionales de seguridad y defensa de las que España forma parte.
Así mismo, corresponde al Secretario General de Política de Defensa:
- Presidir la Comisión Interministerial de Defensa.
- Actuar de Secretario del Consejo de Defensa Nacional.
- Presidir la Comisión de Coordinación de la Actividad Internacional del Ministerio de Defensa.

El actual titular de la Secretaría General de Política de Defensa es el almirante Juan Francisco Martínez Núñez, desde el 21 de noviembre de 2016.
Con anterioridad, han ejercido el puesto de secretarios generales:
- Ángel Liberal Lucini (1982-1983)
- José Santos Peralba Giráldez (1983-1984)
- Francisco Javier Jiménez Ugarte Hernández (2001-2004)
- Francisco José Torrente Sánchez (2004-2007)
- Luis Manuel Cuesta Civís (2007-2012)
- Alejandro Enrique Alvargonzález San Martín (2012-2016)